# BFG (arma)
Il BFG (sigla di Big Fucking Gun) è un'arma da fuoco fantascientifica presente in videogiochi delle serie Doom (BFG 9000) e in Quake II e III (BFG 10K). Si tratta di una delle armi iconiche della storia dei videogiochi ed è entrata nell'immaginario collettivo dei videogiocatori: è spesso presente nelle classifiche delle "migliori armi nei videogiochi", insieme al "Raggio restrittore" di Duke Nukem 3D e alla "Gravity gun" di Half-Life 2.

## Caratteristiche e apparizioni

### DoomeDoom II
Il "BFG 9000" appare per la prima volta in Doom. Si tratta dell'arma più potente del gioco, ed è ottenibile solamente nel terzo episodio; in Doom II: Hell on Earth è ottenibile invece a partire dall'ottavo livello. Di aspetto futuristico e dotato di grandi dimensioni, utilizza delle celle energetiche come munizioni (le stesse del "Plasma gun"); dopo avere premuto il tasto di sparo l'arma si "carica" per circa 0.90 secondi, quindi viene rilasciata una sfera di plasma verde che esplode all'impatto. Il nemico colpito viene in genere ucciso sul colpo – resistono esclusivamente i boss –  ma vengono danneggiati, oppure uccisi, altri anche se non colpiti direttamente dalla sfera, in un'area di impatto di medie dimensioni. L'arma ha un sistema di memorizzazione del colpo, ovvero una volta premuto il grilletto, il colpo si dirigerà nell'area inquadrata al momento dello sparo, anche se durante la carica il giocatore si sarà mosso. Il BFG viene elencato come arma numero 7, ha una cadenza di tiro pari a 54 colpi al minuto e con lo zaino consente un trasporto massimo di 600 munizioni.

### Successive apparizioni
Oltre che nei vari capitoli della serie originale di Doom, il BFG appare anche in Doom 64 e in Doom RPG. In Doom 3, pubblicato nel 2004, il BFG è in grado di contenere 4 colpi nel caricatore, per un totale trasportabile di 32. Come stabilito nei precedenti giochi, è in grado di uccidere nemici multipli concentrati in un'area di piccole-medie dimensioni. Una novità è la possibilità di caricare il proiettile energetico, fino a consumare tutto il caricatore e sparare un super-colpo in una sola volta; come controindicazione però l'uso di questa tecnica rischia di causare un'autodistruzione dell'arma, uccidendo il giocatore nel processo. Può essere ottenuta per la prima volta nei "Laboratori Delta / Livello 2A". Nel reboot Doom, del 2016, il "BFG 9000" ritorna, ottenibile durante la "Missione 9: Laboratori Lazarus". Il suo funzionamento è simile a quello dei Doom più classici: l'arma impiega poco meno di un secondo per caricare e sparare un colpo ad energia che in genere uccide tutti i nemici istantaneamente, esclusi i boss. La bolla di plasma verde, quando esplode, genera un effetto derivato che tende a colpire anche tutti gli altri bersagli nelle vicinanze. Rispetto alla maggior parte delle armi del gioco, il "BFG" non può essere potenziato. Contrariamente ai Doom classici, è possibile trasportare solo tre colpi per l'arma; una volta esaurite, le munizioni si possono trovate sparse per i livelli.
Il BFG è comparso poi anche in Quake II, col nome di "BFG 10K", dove nel manuale del gioco l'acronimo dell'arma viene definito "Big, uh, freakin' gun". Il "BFG 10K" si comporta in maniera simile a quello originale, con la differenza che la sfera, nel tempo fra l'emissione e l'impatto, emette dei raggi simili a laser che colpiscono i bersagli vicini alla sua traiettoria e condivide le munizioni con l'arma "Hyperblaster". Il "BFG 10K" di Quake 3 Arena invece è molto differente: viene considerato una evoluzione del "Plasma gun" di Doom, ed emette infatti dei veloci colpi di energia esplosivi. Il BFG non compare in Quake 4, dove è sostituito da un'arma similmente potente, la "Dark Matter Gun", la quale emette lente sfere di materia oscura che attirano i nemici come piccoli buchi neri e che infine esplodono a contatto con le pareti.
Nel film di Doom, uscito nelle sale cinematografiche nel 2005, il BFG è presente, tuttavia il suo nome completo è "Bio Force Gun v3.14", utilizzata dal personaggio "Sarge", interpretato dall'attore e wrestler Dwayne Johnson.

## Ideazione
La sigla "BFG", stando al documento di progetto originale compilato da Tom Hall, dove si chiamava "BFG 2704", sta per "Big Fucking Gun", ovvero "arma fottutamente grossa". Rispetto alla versione beta, precisamente la numero 0.9, il BFG è stato in seguito modificato nella versione definitiva perché la sua modalità di sparo emetteva un numero eccessivo di sprite su schermo che avrebbero potuto causare rallentamenti su hardware poco performanti, come ha ammesso John Romero in persona. Romero ha inoltre aggiunto che gli sprite verdi e rossi non rispecchiavano l'atmosfera del gioco, in quanto facevano apparire il tutto «come se fosse Natale», aggiungendo tra l'altro che il modo in cui il BFG venne poi ridisegnato lo fece apparire come più originale, e non semplicemente come una versione potenziata del "Plasma gun".

## Accoglienza
Il "BFG 9000" è stato parte integrante del successo di Doom, e per questo è ritenuta tra le armi più iconiche e originali della storia dei videogiochi: IGN ha inserito il BFG al 2º posto nella lista delle "100 migliori armi nei videogiochi", dichiarando: «[Il BFG] è un'arma che al suo passaggio trasforma tutto in poltiglia. Rappresenta esattamente cosa ci si aspetta da un'arma potente nell'arsenale di un videogioco»; Altri invece hanno elogiato l'arma non solo per la sua potenza distruttiva, ma anche per l'estrema soddisfazione d'utilizzo, criticando solamente il fatto che ha l'attitudine a esaurire in fretta le munizioni, e definendola «la madre di tutte le armi nei videogiochi».

## Eredità
Del BFG sono state realizzate due riproduzioni in scala 1:1 da parte del fandom del gioco: la prima ricostruisce l'arma come era nel primo Doom, realizzata con oltre 5000 mattoncini LEGO e dal peso di oltre 9 chili. Una seconda riproduzione, pesante circa 15-16 chili, è invece stata realizzata grazie a una stampa 3D di oltre 70 pezzi, poi uniti insieme per ricreare l'arma nella sua incarnazione del reboot del 2016. Con un volume complessivo di quasi 88.000 cm³ e un peso ipotetico di 63 chili, con interni riempiti, quest'ultima riproduzione detiene l'attuale Guinness dei primati come «Replica più pesante relativa a un videogioco stampata in 3D».
Ad agosto 2016, durante il QuakeCon in Texas, uno dei partecipanti all'evento si è presentato con case dalle sembianze di un "BFG 9000". Anch'esso stampato in 3D, l'impianto si è rivelato essere un computer perfettamente funzionante costituito da oltre 160 pezzi di cartone, completo di led verdi ed accensione tramite pressione del grilletto. Questa riproduzione ha vinto il premio Build of the week ("Impianto della settimana") assegnato da PC Gamer.